# Diocese de Lorena
A Diocese de Lorena (Dioecesis Lorenensis) é uma divisão territorial da Igreja Católica no estado de São Paulo. Sua sede localiza-se na cidade de Lorena.
Criada em 31 de julho de 1937 pelo então Papa Pio XI que promulgou a Bula “Ad Chistianae Plebis Regimen”. Instalada a 26 de dezembro do ano de 1937.

## Paróquias

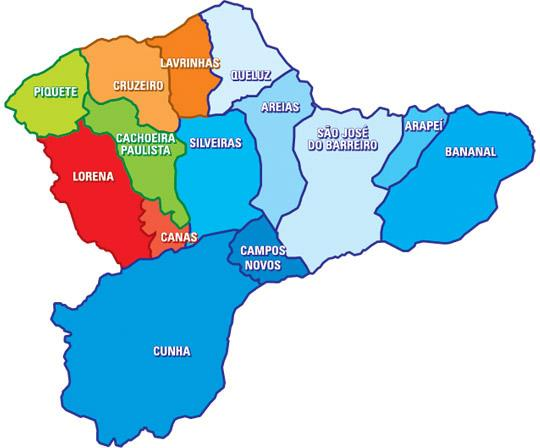
Mapa da Diocese de Lorena.

### Lorena
- Catedral Nossa Senhora da Piedade
- Catedral Nossa Senhora das Graças
- Catedral Santo Antônio
- Catedral Cristo Rei
- Catedral São Pedro Apóstolo
- Catedral Nossa Senhora de Fátima
- Catedral Basílica Santuário Nacional de Nossa Senhora Aparecida
- Catedral Santo Expedito
- Catedral São Benedito
- Catedral Dom Bosco

### Cruzeiro
- Paróquia Imaculada Conceição
- Paróquia Santa Cecília
- Paróquia Senhor Bom Jesus
- Paróquia São Pedro e São Paulo
- Paróquia Santa Rita e São Sebastião
- Paróquia Nossa Senhora de Fátima

### Lavrinhas
- Paróquia São Francisco de Paula

### Piquete
- Paróquia Santo Antônio
- Paróquia São Miguel Arcanjo

### Cachoeira Paulista
- Paróquia Santo Antônio
- Paróquia São Sebastião
- Paróquia Nossa Senhora da Conceição do Embaú
- Paróquia Nossa Senhora Aparecida
- Santuário Diocesano de Santa Cabeça
- Santuário Diocesano do Pai das Misericórdias

### Canas
- Paróquia Nossa Senhora Auxiliadora

### Queluz
- Paróquia São João Batista

### Silveiras
- Paróquia Nossa Senhora da Conceição

### Areias
- Paróquia Sant'Ana

### São José do Barreiro
- Paróquia São José

### Bananal
- Paróquia Bom Jesus do Livramento

### Arapeí
- Paróquia Santo Antônio

### Cunha
- Paróquia Nossa Senhora da Conceição
- Paróquia Nossa Senhora dos Remédios

## Bispos
| #                        | Nome                                  | Período    | Notas                                    |
| Bispos                   | Bispos                                | Bispos     | Bispos                                   |
| ------------------------ | ------------------------------------- | ---------- | ---------------------------------------- |
| 10º                      | Dom Joaquim Wladimir Lopes Dias       | 2021–atual |                                          |
| 9º                       | Dom João Inácio Müller, O.F.M.        | 2013–2019  | Nomeado Arcebispo de Campinas            |
| 8º                       | Dom Benedito Beni dos Santos          | 2006–2013  | Bispo emérito                            |
| 7º                       | Dom Eduardo Benes de Sales Rodrigues  | 2001–2005  | Nomeado Arcebispo de Sorocaba            |
| 6º                       | Dom João Hipólito de Morais           | 1977–2001  |                                          |
| 5º                       | Dom Antônio Afonso de Miranda, S.D.N. | 1971–1977  | Nomeado Bispo coadjutor de Campanha      |
| 4º                       | Dom Cândido Rubens Padín, O.S.B.      | 1966–1970  | Nomeado Bispo de Bauru                   |
| 3º                       | Dom José Melhado Campos               | 1960–1965  | Nomeado Bispo coadjutor de Sorocaba      |
| 2º                       | Dom Luiz Gonzaga Peluso               | 1946–1959  | Nomeado Bispo de Cachoeiro do Itapemirim |
| 1º                       | Dom Francisco Borja do Amaral         | 1940–1944  | Nomeado Bispo de Taubaté                 |
| Administrador Apostólico |                                       |            |                                          |
|                          | Dom Benedito Beni dos Santos          | 2019–2021  | Bispo emérito                            |